# 小坂立夫
小坂 立夫（こさか たつお、1903年 - 1996年）は、日本の造園家。東京の公園緑化事業の他、国立公園制定事業にも関与した。

## 来歴
旧制開成中学、旧制新潟高校を経て、1926年（大正15年）に東京帝国大学農学部林学科を卒業した。東京帝大在学中は本多静六に師事する。同年、東京市公園課工手に採用される。この採用は、課長の井下清が視察で外遊中に、技師の大溝勇に紹介されて「運よく」採用されたと述べている。
その後志願兵として近衛輻重部隊に入営するが、1927年（昭和2年）に復職した。
1930年（昭和5年）から1938年（昭和13年）まで、内務省衛生局→厚生省体力局に勤務した。
1938年（昭和13年）、都市計画神奈川地方委員会技師兼地方技師（県土木部都市計画課）となり、神奈川県庁に移る。
1941年（昭和16年）、厚生技師（体力局施設課）に復帰し、1942年（昭和17年）に、東京農業大学造園学科の講師も兼ねた。
1944年（昭和19年）に、東京都技師に転じて計画局道路課に勤務した。1945年（昭和20年）、東京都建設局都市計画課技術係に異動する。1949年（昭和24年）に係長に昇進した。
1950年（昭和34年）12月に東京都南部公園緑地事務所長となるが、翌年には東京都西部公園緑地事務所長に移った。この間、1950年からは東京教育大学林学科講師も務めた。
1960年（昭和35年）11月に東京都を退職して首都高速道路公団参与となる。1961年（昭和36年）に千葉大学園芸学部造園学科講師に就任した。
その後日本緑化株式会社代表取締役会長や株式会社カーター・アート社造園部長、伊藤忠林業株式会社取締役(緑化担当)、東京都公園協会参与、都市計画協会評議員、武蔵野文化協会顧問を歴任した。

## 顕彰
- 勲四等旭日小綬章 - 1973年
- 日本造園学会上原敬二賞 - 1985年5月